# Gamze
Gamze [ˈɟamze] ist ein weiblicher Vorname türkischer Herkunft. Gamze heißt auf Deutsch „Grübchen“.

## Namensträgerinnen
- Gamze Bulut (* 1992), türkische Mittelstreckenläuferin
- Gamze Durmuş Pakkan, türkische Fußballschiedsrichterin
- Gamze Özçelik (* 1982), türkische Schauspielerin und Model
- Gamze Senol (* 1993), deutsche Schauspielerin